# 園田てる子
園田 てる子（そのだ てるこ、1926年11月12日 - 1976年5月11日）は、日本の小説家。
埼玉県生まれ。実家は石山家で、金物店。本名・照子。1943年熊谷高等女学校卒。1945年8月14日に園田芳男（1920-　航空技師、戦後は高校の数学教師）と結婚する。1950年頃から倶楽部雑誌や学習雑誌に小説を発表。次第に官能小説が多くなり、トルコ風呂（本番はなし）での体当たり体験ルポなども書いた。女流推理作家の集まり「霧の会」の会員でもあった。晩年は歴史小説に挑むが、自動車に撥ねられて即死した。

## 著書
- 『夜の肌 現代女性情艶小説集』あまとりあ社 1956。全国書誌番号:56010651、OCLC 674398297。
- 『愛の断章』虎書房 1957。全国書誌番号:58000502、OCLC 672577218。
- 『なだれる』虎書房 1957。全国書誌番号:57012172、OCLC 672538133。
- 『狂った戯曲』大沢書房 1958。全国書誌番号:59000439、OCLC 672881574。
- 『第三の情事』東京ライフ社 1958。全国書誌番号:58012011、OCLC 672820905。
- 『花のふるさと』糸賀君子絵 ポプラ社 少女小説文庫 1958。全国書誌番号:45038263、OCLC 673293890。
- 『悶える青蛾』東京ライフ社 1958。全国書誌番号:58005423、OCLC 672678298。
- 『熟れた葡萄』朝日書房 1959。全国書誌番号:59001730、OCLC 672914469。
- 『女性欲望論』小壷天書房 1959。全国書誌番号:59005679、OCLC 673004758。
- 『許さない女』日本週報社 1959。全国書誌番号:59006571、OCLC 673022929。
- 『XYZ』東京信友社 1960。全国書誌番号:61000422、OCLC 673514483。
- 『穴ある壁』東京信友社 1960。全国書誌番号:61000218、NCID BA88849809。
- 『うずき』新流社 1960。全国書誌番号:60012596、OCLC 673415917。
- 『黒い妖精』東京信友社 1960。全国書誌番号:60010556、OCLC 673369543。
- 『証人台の女』日本週報社 1960。全国書誌番号:60003074、OCLC 673191946。
- 『火の女』東京信友社 1960。全国書誌番号:60010564、OCLC 673369687。
- 『インスタント恋愛論』第二書房 1961。全国書誌番号:61003721、OCLC 673690128。
- 『しびれ』新流社 1961。全国書誌番号:61006081、OCLC 673752827。
- 『情事有用論』東京信友社 1961。全国書誌番号:61003227、NCID BA59758834。
- 『もだえ』新流社 1961。全国書誌番号:61003235、OCLC 673675955。
- 『女心はこうすれば濡れます』でんえん社 1962。全国書誌番号:650420400、OCLC 674300695。
- 『恋愛ダイヤル』東京信友社 1962。全国書誌番号:63002261、OCLC 674338994。
- 『銀座の踊り子』春陽文庫 1963。全国書誌番号:63009858、OCLC 19512486。
- 『狐狸狐狸男女』圭文館 1963。全国書誌番号:64001940、OCLC 674601145。
- 『二つの顔の女』新流社 1963。全国書誌番号:63004642、OCLC 674389181。
- 『沸とうする女』新流社 1963。全国書誌番号:63004643、OCLC 674389198。
- 『女囚』圭文館 1964。全国書誌番号:64003428、NCID BA64998702。
- 『青いめしべ』春陽文庫 1966。全国書誌番号:66011444、OCLC 673139377。
- 『炎の男』東京文潮社 現代をになう人々 1966。全国書誌番号:66012753、OCLC 673167267。
- 『東京の姉妹』春陽文庫 1967。全国書誌番号:67011710、OCLC 673487609。
- 『青い街路樹』春陽文庫 1969。全国書誌番号:75067145、OCLC 42796871。
- 『女の急所・男の急所 情事とヌードの風景』八木康宏写真 駿河台書房 1970。全国書誌番号:75065257、OCLC 75065257。
- 『銀行サン今日ハ 女に弱い銀行屋 誰でもできる銀行の借り方』プレス東京出版局 1970。全国書誌番号:75084876、OCLC 673462093。
- 『悪女志願』光風社書店 1971。全国書誌番号:75063751、OCLC 673161231。
- 『女心おしえます そのとき女は?』あまとりあ社 あまとりあ新書 1971。全国書誌番号:75087640、OCLC 673503378。
- 『鍵穴をのぞく本 女ひとり、体を張ったエッチな体験報告!』日本文芸社 1971。全国書誌番号:75063741、OCLC 673161111。
- 『鍵穴の中の女 マジメにおんな心を研究したい人に』日本文芸社 1971。全国書誌番号:75075209、OCLC 673329443。
- 『才女の罠』青樹社 1971。全国書誌番号:75087600、OCLC 673502641。
- 『戦後銀行事件簿 全国金融機関の信用状』リポーター　プレス東京出版局 1971。全国書誌番号:70000413、OCLC 674567590。
- 『孔雀とねずみ―知性派ヒモ学入門』ブロンズ社、1971。
- 『深夜の鍵穴』日本文芸社 3時間文庫 1972。全国書誌番号:75081309、OCLC 673412223。
- 『世界の男の味』あまとりあ社 1973。全国書誌番号:75069469、OCLC 673244102。
- 『陶酔のとき』光風社書店 1974。全国書誌番号:75065659、OCLC 673186405。
- 『熱い部屋』青樹社 1975。全国書誌番号:75073745、OCLC 673311312。
- 『武州風土記』採光社、1975。
- 『熱い窓』青樹社 1976。全国書誌番号:75078407、OCLC 673371568。
- 『怨 小説集』光風社書店 1976。全国書誌番号:75081140、NCID BA33653477。